# Морские жёлуди

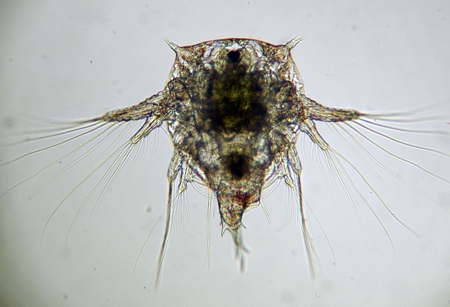
Науплиус Elminius modestus

Морски́е жёлуди (лат. Balanomorpha) — подотряд усоногих раков из надотряда Thoracica.

## Общая характеристика
Взрослые организмы выделяют известковую раковину и ведут неподвижный образ жизни, прикрепляясь к поверхности скал, камней, водных растений и некоторых животных — членистоногих, морских рептилий (черепах) и млекопитающих. Личинки некоторое время существуют в толще воды, питаются и, достигнув стадии циприсовидной личинки, оседают на субстрат.
Большинство представителей подотряда приурочены к мелководным районам морей, многие виды освоили приливно-отливную зону. Морские жёлуди, скапливаясь на днищах судов, способны значительно снижать скорость хода.
Одна из наиболее известных групп — род балянусов (Balanus).

## Классификация
В настоящее время в составе группы выделяют 12 семейств, объединяемых в шесть надсемейств:
- Chionelasmatoidea Buckeridge, 1983
  - Chionelasmatidae Buckeridge, 1983
- Pachylasmatoidea Utinomi, 1968
  - Pachylasmatidae Utinomi, 1968
- Chthamaloidea Darwin, 1854
  - Catophragmidae Utinomi, 1968
  - Chthamalidae Darwin, 1854
- Coronuloidea Leach, 1817
  - Chelonibiidae Pilsbry, 1916
  - Coronulidae Leach, 1817
  - Platylepadidae Newman et Ross, 1976
- Tetraclitoidea Gruvel, 1903
  - Bathylasmatidae Newman et Ross, 1971
  - Tetraclitidae Gruvel, 1903
- Balanoidea Leach, 1817
  - Archaeobalanidae Newman et Ross, 1976
  - Balanidae Leach, 1817
  - Pyrgomatidae Gray, 1825